# Platja de Riboira
La platja de la Riboira és una de les platges del concejo asturià d'El Franco, en l'occident d'Astúries i situada en la localitat de A Caridá. La seva forma és rectilínia amb una longitud aproximada de 180 metres i una amplària mitjana d'uns quinze metres. El seu jaç és de gran quantitat de palets i escassa sorra de color gris, i per això el seu grau d'ocupació és molt baix. Està situada en un entorn rural amb una urbanització escassa.
Els únic visitants que sol tenir la platja són pescadors, ja que el seu accés té una certa dificultat doncs la baixada del penya-segat, que al començament són unes escales, continua per una sendera en forma de ziga-zaga que és bastant llarg i té molt perill. És una platja sense cap servei i l'activitat més recomanada és la pesca submarina. Pels seus proximidadespasa la «senda costanera» I-9 de Viavélez a Ortiguera.